# Memoriał Edwarda Jancarza 2001
VIII. Memoriał im. Edwarda Jancarza odbył się po rocznej przerwie 15 lipca 2001. Turniej wygrał Rune Holta.

## Wyniki
- 15 lipca 2001 (niedziela), Stadion im. Edwarda Jancarza (Gorzów Wielkopolski)
- NCD: Andreas Jonsson - 63,07 - w wyścigu 9
- Sędziował - Józef Piekarski

| Msc. | Zawodnik               | Klub                  | Pkt  |                |  |
| ---- | ---------------------- | --------------------- | ---- | -------------- |  |
| 1    | (2) Rune Holta         | Włókniarz Częstochowa | 13+3 | (2,3,3,2,3) +3 |  |
| 2    | (6) Andreas Jonsson    | Apator Toruń          | 10+2 | (1,d,3,3,3) +2 |  |
| 3    | (3) Robert Sawina      | WTS Wrocław           | 10+1 | (1,1,3,3,2) +1 |  |
| 4    | (1) Mariusz Staszewski | Stal Gorzów Wlkp.     | 11+0 | (3,1,2,3,2) +0 |  |
| 5    | (10) Piotr Paluch      | Stal Gorzów Wlkp.     | 10   | (2,2,3,2,1)    |  |
| 6    | (12) Jesper B. Jensen  | GKM Grudziądz         | 9    | (3,2,1,2,1)    |  |
| 7    | (15) Marek Hućko       | ŁTŻ Łódź              | 8    | (3,3,0,2,0)    |  |
| 8    | (4) Tomasz Bajerski    | Apator Toruń          | 8    | (0,2,2,1,3)    |  |
| 9    | (9) Piotr Świst        | Stal Gorzów Wlkp.     | 7    | (3,0,1,1,2)    |  |
| 10   | (7) Grzegorz Walasek   | Włókniarz Częstochowa | 7    | (2,2,u,1,2)    |  |
| 11   | (9) Jacek Gollob       | Polonia Piła          | 6    | (d,0,d,3,3)    |  |
| 12   | (9) Robert Dados       | WTS Wrocław           | 6    | (1,2,2,0,1)    |  |
| 13   | (13) Tomasz Cieślewicz | Wybrzeże Gdańsk       | 5    | (0,3,1,1,w)    |  |
| 14   | (16) Sławomir Drabik   | Polonia Piła          | 4    | (1,3,w,d,0)    |  |
| 15   | (14) Stefan Dannö      | Stal Gorzów Wlkp.     | 4    | (2,1,1,0,0)    |  |
| 16   | (11) Michał Aszenberg  | Stal Gorzów Wlkp.     | 1    | (0,0,1,d,-)    |  |
| 17   | (R1) Jakub Śpiewanek   | Stal Gorzów Wlkp.     | 1    | (1)            |  |
| 18   | (R2) Marcin Dąbrowski  | Stal Gorzów Wlkp.     | ns   |                |  |

## Bieg po biegu
1. Staszewski (63,94), Holta, Sawina, Bajerski
2. Świst (63,81), Walasek, Jonsson, Gollob - d4
3. Jensen (63,81), Paluch, Dados, Aszenberg
4. Hućko (64,31), Danno, Drabik, Cieślewicz
5. Cieślewicz (64,69), Dados, Staszewski, Świst
6. Holta (63,46), Paluch, Danno, Jonsson - d3
7. Hućko (64,50), Walasek, Sawina, Aszenberg
8. Drabik (64,88), Bajerski, Jensen, Gollob
9. Jonsson (63,07), Staszewski, Aszenberg, Drabik - u/w
10. Holta (63,37), Jensen, Świst, Hućko
11. Sawina (64,97), Dados, Danno, Gollob - d4
12. Paluch (64,50), Bajerski, Cieślewicz, Walasek - u4
13. Staszewski (64,81), Jensen, Walasek, Danno
14. Gollob (64,91), Holta, Cieślewicz, Aszenberg - d4
15. Sawina, (64,22), Paluch, Świst, Drabik - d4
16. Jonsson (64,60), Hućko, Bajerski, Dados
17. Gollob (65,50), Staszewski, Paluch, Hućko
18. Holta (64,06), Walasek, Dados, Drabik
19. Jonsson (64,12), Sawina, Jensen, Cieślewicz - w2
20. Bajerski (66,28), Świst, Śpiewanek, Danno, Aszenberg - ns

O zwycięstwie w turnieju decydowała kolejność wyścigu finałowego, w którym wystartowała czwórka najlepszych zawodników po 20 biegach.
FINAŁ: Holta (63,31), Jonsson, Sawina, Staszewski